# Mehrfamilienhaus Poststraße 37
Das Mehrfamilienhaus Poststraße 37 beim Karl-Olfers-Platz in der niedersächsischen Kreisstadt Cuxhaven im Landkreis Cuxhaven stammt vom Anfang des 20. Jahrhunderts.
Aktuell (2024) wird es für Wohnungen und gewerblich genutzt.
Das Gebäude steht unter Denkmalschutz (siehe auch Liste der Baudenkmale in Cuxhaven).

## Geschichte und Beschreibung
Die Poststraße ist eine lange und alte Hauptstraße, die in Südost-Nordwest-Richtung von der Bahnhofstraße / Nordersteinstraße / Kaemmerplatz bis zum Feldweg in Döse führt. Sie wurde im Rahmen einer Erweiterung des Stadtkerns nach 1900 deutlich ausgebaut.
Das viergeschossige traufständige verputzte Gebäude auf Keller mit ziegelgedecktem Satteldach wurde 1911 gebaut, mit Elementen des Neoklassizismus und des Jugendstils. Die symmetrische Fassade wurden straßenseitig gestaltet mit Putzdekor in Form einer kolossalen Lisenengliederung. Das farblich abgesetzte Sockelgeschoss ist backsteinsichtig. Originale Fenster und Türen blieben erhalten.
Das Landesdenkmalamt befand u. a.: „… wird der tektonische Aspekt der neoklassizistischen Formensprache unterstrichen, der Fassadenschmuck weist zudem Anklänge an den Jugendstil auf.“